# سنگ‌صداها

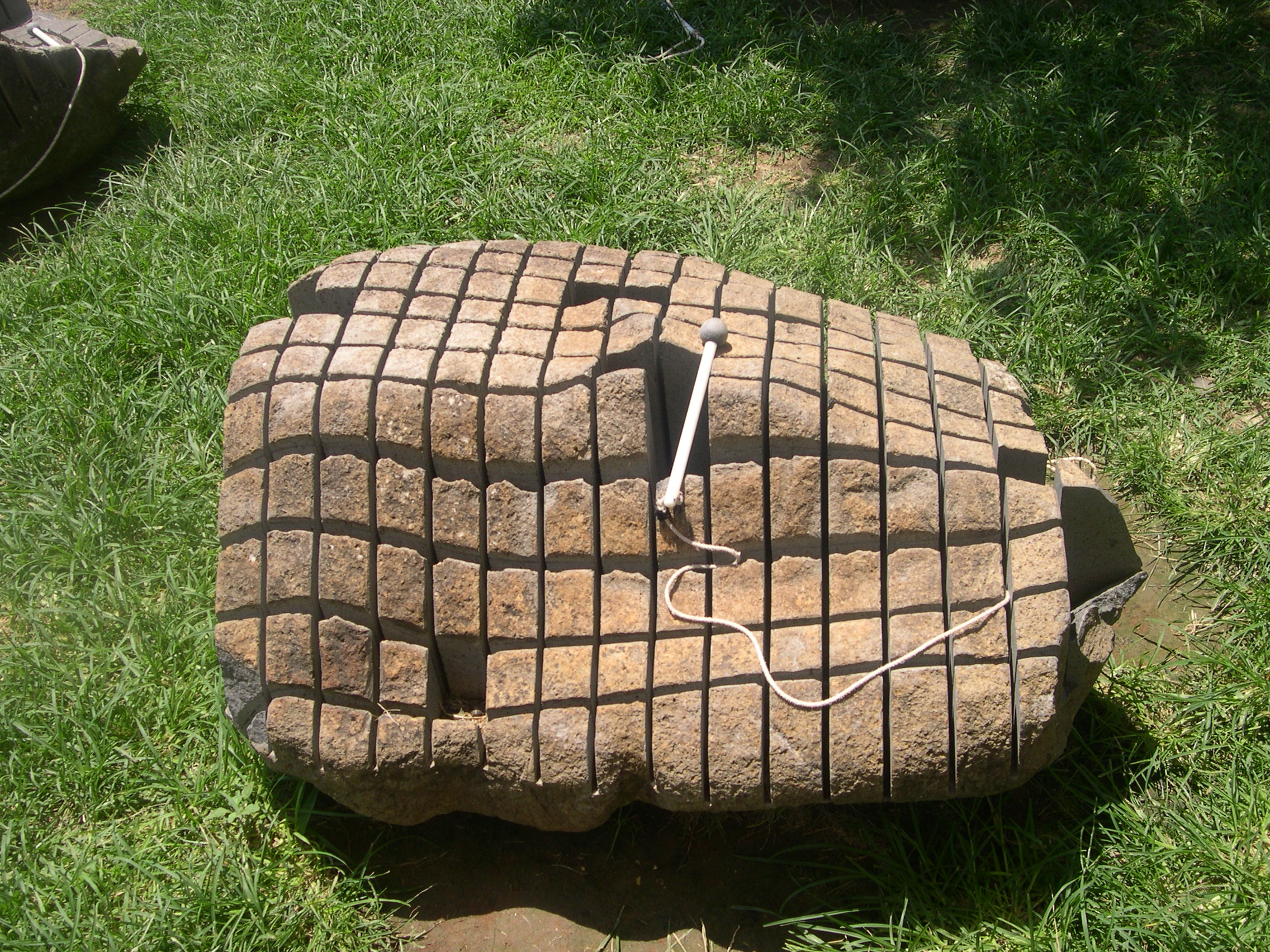
یک زیلوفون سنگی.

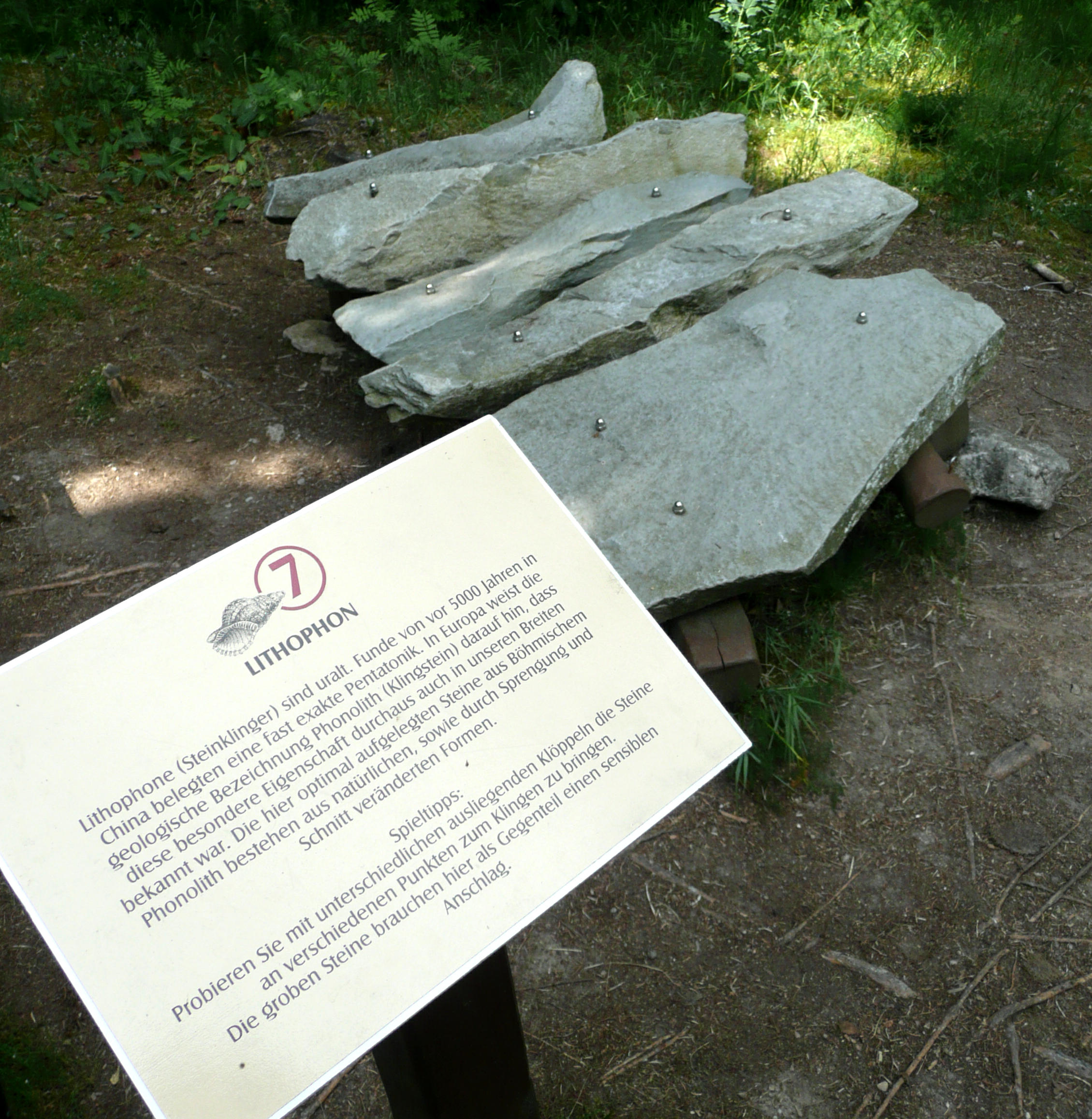
یک ساز سنگ‌صدا که از سنگ صدا (فونولیت) ساخته شده. باغ گیاه‌شناسی شلرهاو (آلمان)

سنگ‌صداها (به انگلیسی: lithophone, stone discs) دسته‌ای از سازهای خودصدا هستند که بدنهٔ آنها از جنس سنگ است.
در برخی از این سازها، سنگ‌ها آویزان‌اند و به آن‌ها ضربه زده می‌شود و در برخی نیز سنگ‌ها مانند کلیدهای پیانو چیده شده‌اند.
سنگ‌های سازهای سنگ‌صدا را گاه به طور ترکیبی می‌زنند و تولید هارمونی می‌کنند یا این سنگ‌ها را تک‌تک و پشت سر هم می‌زنند که تولید ملودی می‌کند.